# برنقوس زنزلختي الثمار
البرنقوس زنزلختي الثمار (باللاتينية: Prangos meliocarpoides) نوع نباتي ينتمي إلى جنس البرنقوس من الفصيلة الخيمية.

## الموئل والانتشار
موطن هذا النوع بلاد الشام وتركيا وجنوب القوقاز.

## مرادفات للاسم العلمي
- (باللاتينية: Prangos arcis-romanae Boiss. & A. Huet)